# Paul-Louis Arslanian
Paul-Louis Arslanian   (1944) és un funcionari públic francès, antic cap de l'Oficina francesa d'investigació i anàlisi per a la seguretat de l'aviació civil (1995-2009). Arslanian és Oficial de la Legió d'Honor, graduat per l'École polytechnique (promoció de 1965) i l'École nationale de l'aviation civile (promoció de 1970).

## Biografia
Arslanian va començar la seva carrera com a enginyer d'aviació civil a la Direction Générale de l'Aviation Civile seguida de la Inspecció General d'Aviació Civil i Meteorologia (IGACEM). Va esdevenir cap de l'Oficina d'Investigació i Anàlisi per a la Seguretat de l'Aviació Civil el 1995. El 2009 va ser substituït per Jean-Paul Troadec.